# Henri Collet
 (août 2022).
Pour les articles homonymes, voir Collet.
Henri Collet (Paris, 5 novembre 1885 - Paris, 23 novembre 1951) est un professeur de littérature espagnole au lycée Janson-de-Sailly, compositeur et critique musical français.

## Œuvre
Sa musique, influencée par celles d'Albeniz et de Falla est tellement inspirée par la culture hispanique (castillane et andalouse notamment), que ses commentateurs le traitent plutôt comme un musicien espagnol de nationalité française. Il a apporté beaucoup au dialogue entre les deux cultures française et espagnole, un apport notamment renforcé par son séjour à la Casa de Velázquez en 1909-1910. 

## Biographie
Il est mort le 23 novembre 1951 à Paris et est inhumé au cimetière du Père-Lachaise (1re division).

## Reconnaissance
Un timbre à son effigie a été édité par la Poste française.
Un jardin public porte son nom à la Baule-Escoublac (Loire-Atlantique) où il avait une villa.
Un jardin public se nomme square Henri-Collet à sa mémoire (16e arrondissement de Paris).
Il vécut au no 104 rue de la Tour (16e arrondissement de Paris), où une plaque lui rend hommage.
Une rue porte son nom à Bordeaux, dans le quartier de Bacalan.

## Œuvres

### Compositeur
Le catalogue de la Bibliothèque nationale de France détient 44 œuvres d’Henri Collet, dont : 
- Cinq poèmes de Francis Jammes, Op. 17-21 (1909 ?) ;
- Chants de Castille, piano, Op. 42-46 (1920) ;
- Rapsodie castillane, pour violon (ou alto) et orchestre, Op. 73 (1924) ;
- Sérénades, piano, Op. 115 (1925) ;
- Los toreros, ballet-pantomime en 1 acte et 7 tableaux (1932) ;
- La chèvre d'or, comédie lyrique en 7 tableaux, livret d'André Birabeau d'après le roman de Paul Arène (1936-1937) ;
- Concerto flamenco pour piano et orchestre no 1 (1946) ;
- Symphonie de l'Alhambra (1947).

### Auteur
- Œuvres choisies de Cervantes, traduction et présentation d'Henri Collet, librairie Armand Colin, Paris 1920